# Верховный Совет Узбекской ССР

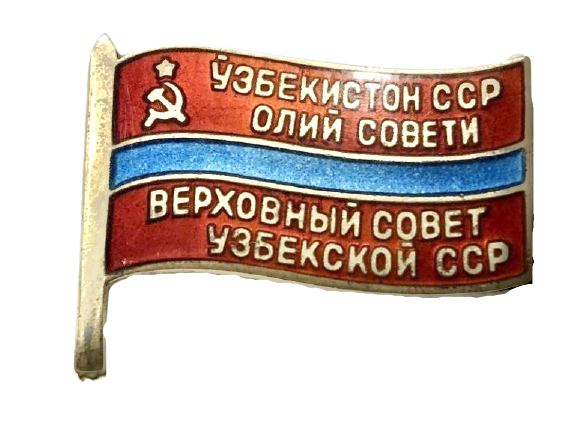
Значок депутата Верховного Совета Узбекской ССР

Верхо́вный Сове́т Узбекской ССР (узб. Ўзбекистон ССР Олий Совети / Oʻzbekiston SSR Oliy Soveti) — высший законодательный и представительный орган республиканской власти Узбекской ССР в составе СССР. Существовал с 1938 года по 31 августа 1991 года — вплоть до обретения независимости Узбекистана, и преобразования Верховного Совета Узбекской ССР в Верховный Совет независимой Республики Узбекистан.

## Общие сведения
Предшественником Верховного Совета Узбекской ССР в 1925—1938 годах был Центральный исполнительный комитет Узбекской ССР, который возглавлял Юлдаш Ахунбабаев. За 53 года существования Верховного Совета Узбекской ССР, было созвано 12 созывов.
Последние выборы в последний, 12-й созыв Верховного Совета Узбекской ССР были проведены в феврале — апреле 1990 года. Верховный Совет Узбекской ССР являлся однопалатным, состоял в последние созывы из 500 народных депутатов различных национальностей, избранных со всех регионов республики. Известен как парламент (последний, 12-й созыв), который избрал в 1990 году Ислама Каримова президентом республики, а также объявил о независимости Узбекистана 31 августа 1991 года.
К моменту объявления о независимости Узбекистана 31 августа 1991 года, председателем Верховного Совета Узбекистана с 12 июня 1991 года являлся Шавкат Юлдашев, который проработал на этой должности до 1993 года.

## Созывы
| №          | Период деятельности |
| ---------- | ------------------- |
| 1 созыв    | 1938—1946           |
| 2 созыв    | 1947—1950           |
| 3 созыв    | 1951—1954           |
| 4 созыв    | 1955—1959           |
| 5 созыв    | 1959—1962           |
| 6 созыв    | 1963—1966           |
| 7 созыв    | 1967—1970           |
| 8 созыв    | 1971—1974           |
| 9 созыв    | 1975—1979           |
| 10-й созыв | 1980—1984           |
| 11 созыв   | 1985—1989           |
| 12-й созыв | 1990—1991           |

## Председатели Верховного Совета Узбекской ССР
- 1938—1950[источник не указан 394 дня] — Юсупов, Усман Юсупович (1901—1966)
- 1949—1950 — Мавлянов, Абдуразак (1908—1975)
- 1950—1955 — Мухитдинов, Нуритдин Акрамович (1917—2008)
- 1956—1958 — Хакимов, Ариф (1912—1982)
- 1959—1961 — Гуламов, Расул Гуламович (1911—?)
- 1961—1963 — Мусаханов, Мирзамахмуд Мирзарахманович (1912—1995)
- 1963—1967 — Садыков, Абид Садыкович (1913—1987)
- 1967—1980 — Сираждинов, Сагды Хасанович (1921—1988)
- 1980—1983 — Ходжаев, Асадилла Ашрапович (1920—1983)
- 1983—1985 — Юсупов, Эркин Юсупович (1929—2003)
- 1985—1989 — Хабибуллаев, Пулат Киргизбаевич (1936—2010)
- 1988—1990 — Гуламов, Расул Гуламович (1911—?)
- 1990—1991 — Ибрагимов, Мирзаолим Ибрагимович (1928—2014)
- 1991 — Юлдашев, Шавкат Мухитдинович (род. 1934)

## Председатели Президиума Верховного Совета Узбекской ССР
- Ахунбабаев, Юлдаш
- Муминов, Абдували
- Ниязов, Амин Ирматович
- Рашидов, Шараф Рашидович
- Насриддинова, Ядгар Садыковна
- Матчанов, Назар Маткаримович
- Усманходжаев, Инамжон Бузрукович
- Салимов, Акил Умурзакович
- Нишанов, Рафик Нишанович
- Хабибуллаев, Пулат Киргизбаевич
- Ибрагимов, Мирзаолим Ибрагимович